# Кропивна (зупинний пункт)
Кропи́вна — пасажирський залізничний зупинний пункт Полтавської дирекції Південної залізниці на неелектрифікованій лінії Хвилівка — Прилуки між станціями Ніжин (12 км) та Лосинівка (9 км). Розташований в селі Талалаївка Ніжинського району Чернігівської області.

## Історія
Зупинний пункт відкритий 1930 року.

## Пасажирське сполучення
На платформі Кропивна зупиняються приміські поїзди сполученням Гребінка — Ніжин.